# Gen superpuesto
Un gen superpuesto (OLG, por sus siglas en inglés) es un gen cuya secuencia de nucleótidos expresable se superpone parcialmente con la secuencia de nucleótidos expresable de otro gen. De esta forma, una secuencia de nucleótidos puede contribuir a la función de uno o más productos génicos . Los genes superpuestos están presentes y son una característica fundamental tanto en los genomas celulares como virales. La definición actual de un gen superpuesto varía significativamente entre eucariotas, procariotas y virus. En procariotas y virus, la superposición debe ser entre secuencias codificantes, pero no entre transcritos de ARNm, y se define cuando estas secuencias codificantes comparten uno o más nucleótidos en la misma cadena o en cadenas opuestas. En eucariotas, la superposición de genes casi siempre se define como superposición de transcritos de ARNm. Específicamente, una superposición de genes en eucariotas se da cuando al menos un nucleótido se comparte entre los límites de los transcritos primarios de ARNm de dos o más genes, de modo que una mutación de una base del ADN en cualquier punto de la región superpuesta afectaría los transcritos de todos los genes involucrados. Esta definición incluye tanto las regiones no traducidas (UTR) 5′ y 3′ como los intrones.

La sobreimpresión se refiere a un tipo de superposición en la que toda o parte de la secuencia de un gen se lee en un marco de lectura alterno de otro gen en el mismo locus. Se cree que los marcos de lectura abiertos (ORF, por sus siglas en inglés) alternos se crean mediante sustituciones de nucleótidos críticas dentro de un gen expresable preexistente, el cual se puede inducir para que exprese una proteína nueva conservando la función del gen original. Se ha planteado la hipótesis de que la sobreimpresión es un mecanismo para el surgimiento <i id="mwKw">de novo</i> de nuevos genes a partir de secuencias existentes, ya sean genes más antiguos o regiones del genoma que antes no codificaban. Se cree que la mayoría de los genes superpuestos, o genes cuyas secuencias de nucleótidos expresables se superponen parcialmente entre sí, evolucionaron en parte debido a este mecanismo, lo que sugiere que cada superposición se compone de un gen ancestral y un gen nuevo. En consecuencia, también se cree que la sobreimpresión es una fuente de nuevas proteínas, ya que las proteínas de novo codificadas por estos nuevos genes normalmente carecen de homólogos remotos en las bases de datos. Los genes sobreimpresos son características particularmente comunes de la organización genómica de los virus, y es probable que aumente en gran medida la cantidad de genes expresables potenciales a partir de un pequeño conjunto de información genética viral. Es probable que la sobreimpresión sea responsable de la generación de numerosas proteínas nuevas por parte de los virus a lo largo de su historia evolutiva.

## Clasificación

Superposición fuera de fase en tándem de los genes mitocondriales humanos ATP8 (marco +1, en rojo) y ATP6 (marco +3, en azul)

Los genes pueden superponerse de varias formas y pueden clasificarse por sus posiciones relativas entre sí.